# Oberurseler Stadtwald und Stierstädter Heide
Oberurseler Stadtwald und Stierstädter Heide este o arie protejată (arie specială de conservare — SAC, sit de importanță comunitară — SCI) din Germania întinsă pe o suprafață de 533,66 ha, integral pe uscat.

## Localizare
Centrul sitului Oberurseler Stadtwald und Stierstädter Heide este situat la coordonatele 50°12′06″N 8°32′28″E / 50.2017°N 8.5411°E.

## Înființare
Situl Oberurseler Stadtwald und Stierstädter Heide a fost declarat sit de importanță comunitară în iulie 2001 pentru a proteja 2 specii de animale. Situl a fost protejat și ca arie specială de conservare în martie 2008.

## Biodiversitate
Situată în ecoregiunea continentală, aria protejată conține 4 habitate naturale: Pajiști uscate europene, Formațiuni ierboase bogate în specii de Nardus, dezvoltate pe substraturi silicioase în zone montane (și în zone submontane, în Europa continentală), Păduri de fag Luzulo-Fagetum, Păduri aluvionare cu Alnus glutinosa și Fraxinus excelsior (Alno-Padion, Alnion incanae, Salicion albae).
La baza desemnării sitului se află mai multe specii protejate de  mamifere (2): liliac cu urechi mari (Myotis bechsteinii), liliac comun (Myotis myotis)
Pe lângă speciile protejate, pe teritoriul sitului au mai fost identificate 3 specii de mamifere.